# Virus joke
Un virus joke (en español: "virus de broma"), comúnmente llamados con el anglicismo jokes son programas ejecutados de manera similar a las acciones de un virus informático en un ordenador. Su objetivo no es atacar, sino gastar una broma a los usuarios, haciéndoles creer que están infectados por un virus y que se están poniendo de manifiesto sus efectos. Aunque su actividad llega a ser molesta, no producen realmente efectos dañinos.

## Reacción
Es muy probable que el equipo reconozca un joke como un malware. En muchas ocasiones no permite ejecutarlo, pero si se desea ejecutar el joke, se debe desactivar el antivirus antes de ello o dejar que éste acceda al ordenador. Los jokes producen efectos variados:
- Efectos sobre el cursor. Por ejemplo, tambalearlo o cambiar su icono cada pocos segundos.
- Otros juegan con la imagen del monitor, haciéndola girar o dando un efecto de temblor.
- Abren y cierran la bandeja de CD o DVD, a la vez que muestran mensajes humorísticos en el monitor.
- Efectos que al principio pueden asustar, como colocando en el monitor una imagen en la que parezca que el ordenador ha sido totalmente formateado.
- Hacer aparecer en pantalla una pregunta con una única respuesta, y posteriormente mostrar un molesto mensaje por toda la pantalla.
- Hacer aparecer algún elemento molesto en la pantalla, como una mosca o una rana.
- Hacer aparecer una cantidad exagerada de ventanas que el usuario se ve obligado a cerrar una a una.

- Datos: Q6163847